# Туркмани, Хасан
Хасан Туркмани (араб. حسن توركماني ‎; 1 января 1935, Алеппо — 18 июля 2012, Дамаск) — сирийский государственный деятель. С 12 мая 2004 по 3 июня 2009 года был министром обороны Сирии.

## Биография
Хасан Туркмани родился в Алеппо 1 января 1935 года в туркменской семье
. Получил военное образование и в звании лейтенанта полевой артиллерии в 1954 году вступил в ряды сирийской армии.
Туркмани командовал 9 механизированной дивизией в 1973 году в ходе 4-й арабо-израильской войны. В 1978 году он был повышен до звания генерал-майора. В январе 2002 года он был назначен начальником штаба сирийской армии, заменив Али Аслана. Так как он являлся мусульманином-суннитом, его назначение рассматривалось как шаг к восстановлению равноправия религиозных групп в сирийской армии, где доминируют алавиты.
12 мая 2004 года он стал министром обороны, заменив Мустафу Тласа. Он был заменён в июне 2009 года Махмудом Али Хабибом. 3 июня 2009 года президент Башар аль-Асад назначил Хасана Туркмани помощником вице-президента в ранге министра. Туркмани также был военным советником вице-президента Фарука Шараа.

## Смерть
Хасан Туркмани погиб 18 июля 2012 года во время нападения на здание Службы национальной безопасности Сирии на северо-западе Дамаска, где также погибли министр обороны Дауд Раджиха, его заместитель Асеф Шаукат. Туркмани скончался от полученных ранений после нападения.